# Дербільджин
46°31′26″ пн. ш. 83°37′31″ сх. д. / 46.524° пн. ш. 83.62518° сх. д.
Дербільджин (також Емінь, від кит. 额敏县, пін. Émĭn Xiàn, трансліт. Dörbiljin) — один із повітів КНР у складі префектури Тачен, СУАР. Адміністративний центр — містечко Дербільджин.

## Географія
Повіт Дербільджин лежить на висоті близько 520 метрів над рівнем моря на річці Емель.

### Клімат
Повіт знаходиться у зоні, котра характеризується вологим континентальним кліматом з теплим літом. Найтепліший місяць — липень із середньою температурою 23,2 °C. Найхолодніший місяць — січень, із середньою температурою -11,8 °С.
| Клімат повіту Дербільджин | Клімат повіту Дербільджин | Клімат повіту Дербільджин | Клімат повіту Дербільджин | Клімат повіту Дербільджин | Клімат повіту Дербільджин | Клімат повіту Дербільджин | Клімат повіту Дербільджин | Клімат повіту Дербільджин | Клімат повіту Дербільджин | Клімат повіту Дербільджин | Клімат повіту Дербільджин | Клімат повіту Дербільджин | Клімат повіту Дербільджин |
| Показник                  | Січ.                      | Лют.                      | Бер.                      | Квіт.                     | Трав.                     | Черв.                     | Лип.                      | Серп.                     | Вер.                      | Жовт.                     | Лист.                     | Груд.                     | Рік                       |
| Середній максимум, °C     | −5,1                      | −2,2                      | 5,2                       | 17,5                      | 24                        | 28,9                      | 31                        | 30,2                      | 24,6                      | 15,9                      | 5,1                       | −3,2                      | 14,3                      |
| Середня температура, °C   | −11,8                     | −9,3                      | −1,1                      | 10,1                      | 16,6                      | 21,3                      | 23,2                      | 22                        | 16,3                      | 8,1                       | −1,1                      | −9,2                      | 7,1                       |
| Середній мінімум, °C      | −17                       | −15,1                     | −6,3                      | 3,8                       | 9,8                       | 14,1                      | 16,1                      | 14,7                      | 9                         | 2,2                       | −5,6                      | −13,9                     | 1                         |
| Норма опадів, мм          | 18.2                      | 14.7                      | 19.1                      | 31.1                      | 40.7                      | 21.8                      | 29.3                      | 17.8                      | 15.5                      | 24.6                      | 32                        | 24.4                      | 289.2                     |
| Вологість повітря, %      | 75                        | 74                        | 70                        | 53                        | 51                        | 50                        | 52                        | 48                        | 48                        | 59                        | 73                        | 76                        | 60.8                      |
| ------------------------- | ------------------------- | ------------------------- | ------------------------- | ------------------------- | ------------------------- | ------------------------- | ------------------------- | ------------------------- | ------------------------- | ------------------------- | ------------------------- | ------------------------- | ------------------------- |
| Джерело: data.cma.cn      |                           |                           |                           |                           |                           |                           |                           |                           |                           |                           |                           |                           |                           |